# Purpura
Pour les articles homonymes, voir Purpura (homonymie).
 Mise en garde médicale
Le purpura est une lésion hémorragique de la peau ou des muqueuses, de couleur rouge à pourpre, ne s'effaçant pas à la vitropression, due à une extravasation de sang dans le derme. La répartition des taches purpuriques peut être pétéchiale, ecchymotique, ou en traînées linéaires (appelées vibices).

## Mécanisme
Le purpura a deux mécanismes d'apparition. Le premier est d'ordre hématologique, c'est-à-dire qu'un problème de coagulation (en lien avec les plaquettes) permet la sortie de sang des capillaires sanguins, comme dans la thrombopénie et les autres thrombopathies. Le second mécanisme est d'ordre vasculaire, c'est-à-dire que l'intégrité de la paroi des vaisseaux ou des capillaires sanguins est altérée, ce qui permet une sortie de sang dans le derme, tel que dans la vascularite où l'inflammation de la paroi vasculaire la rend perméable.

## Causes

### Thrombopénique
On parle de thrombopénie lorsque le taux de plaquettes dans le sang est inférieur à 150 000 /mm3 = 150 000 /µL = 150 Giga plaquettes /L :
- lié à une thrombopénie périphérique ;
- lié à une thrombopénie centrale.

### Thrombopathie
Le taux de plaquettes est normal, mais dysfonctionnement des plaquettes caractérisé par l'allongement du temps de saignement.

### Vasculaire
Le taux de plaquette est normal ainsi que leur fonctionnement. Seuls les vaisseaux capillaires sont altérés et permettent le passage des globules rouges.
- Purpura rhumatoïde
- Purpura inflammatoire idiopathique chronique de l'adulte
- Purpura hyperglobulinémique de Waldenström
- Purpura cryoglobulinémique
- Fragilité capillaire constitutionnelle
- Syndrome d'Ehlers-Danlos
- Périartérite noueuse
- Polyangéite microscopique
- Granulomatose avec polyangéite
- Granulomatose éosinophilique avec polyangéite

### Infections
- Purpura fulminans[3]

### Mécanique
- L'insuffisance veineuse des jambes : dermite ocre
- Eczématide-like purpura
- Effort de vomissement

### Carentielle
- Carence en vitamine C (cf. pétéchie, scorbut, avec les lésions purpuriques à tropisme pilaire. Elles peuvent s'accompagner d'une fine hyperkératose pilaire et de poils incurvés ou « en tire-bouchon »[4])

### Autres purpura rares
- Purpura annulaire et télangiectasique de Majocchi

## Traitements du purpura thrombopénique idiopathique
Le traitement a pour but de diminuer à la fois la production d'anticorps, mais également la lyse plaquettaire. Ce sont principalement :
- les corticoïdes, entre 0,5 et 1 mg/j/kg de prednisolone ;
- les transfusions d'immunoglobulines humaines ;
- la splénectomie (ablation chirurgicale de la rate) ;
- les transfusions de plaquettes, uniquement quand le pronostic vital est mis en jeu ;
- deux analogues du récepteur à la thrombopoïétine sont disponibles sur le marché : le romiplostim (nom commercial : Nplate[5]), injectable, facteur de croissance plaquettaire indiqué dans le traitement du purpura thrombopénique idiopathique (PTI) chronique après un échec des autres traitements habituels, chez les patients réfractaires à la splénectomie[6], et le Revolade (eltrombopag), oral.